# كأس الاتحاد الآسيوي 2004
2004 كأس الاتحاد الآسيوي هو موسم من كأس الاتحاد الآسيوي. أشرف على تنظيمه الاتحاد الآسيوي لكرة القدم، وفاز فيه نادي الجيش السوري.